# 武仙座V446
武仙座V446（V446 Herculis）是一颗位于武仙座的新星，1960年爆发。爆发时最亮视星等为2.8。由挪威天文学家奧拉夫·哈塞爾在1960年3月7日首先报告发现。

## 天球坐标
- 赤经：18h 57m 21s.51
- 赤纬：+13° 14' 27".3